# Гросс-мессер

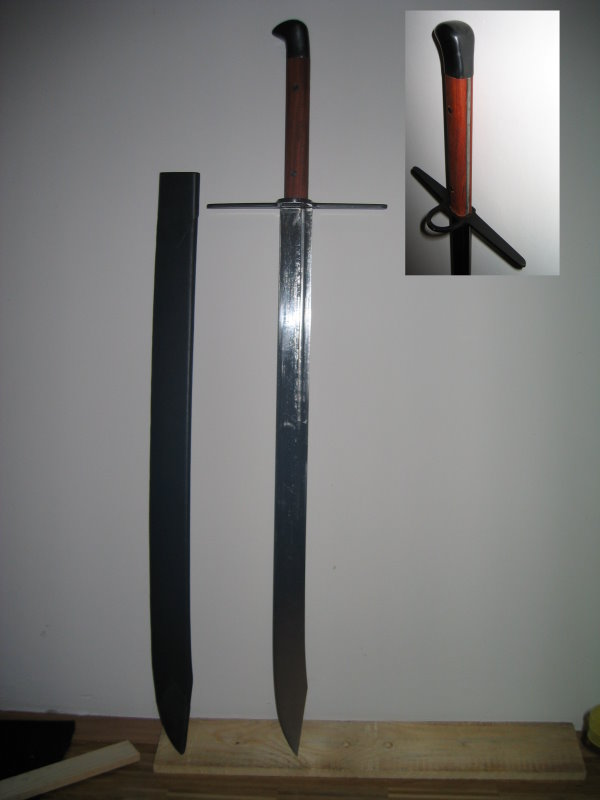
Современная реплика гросс-мессера производства компании «Cold Steel»

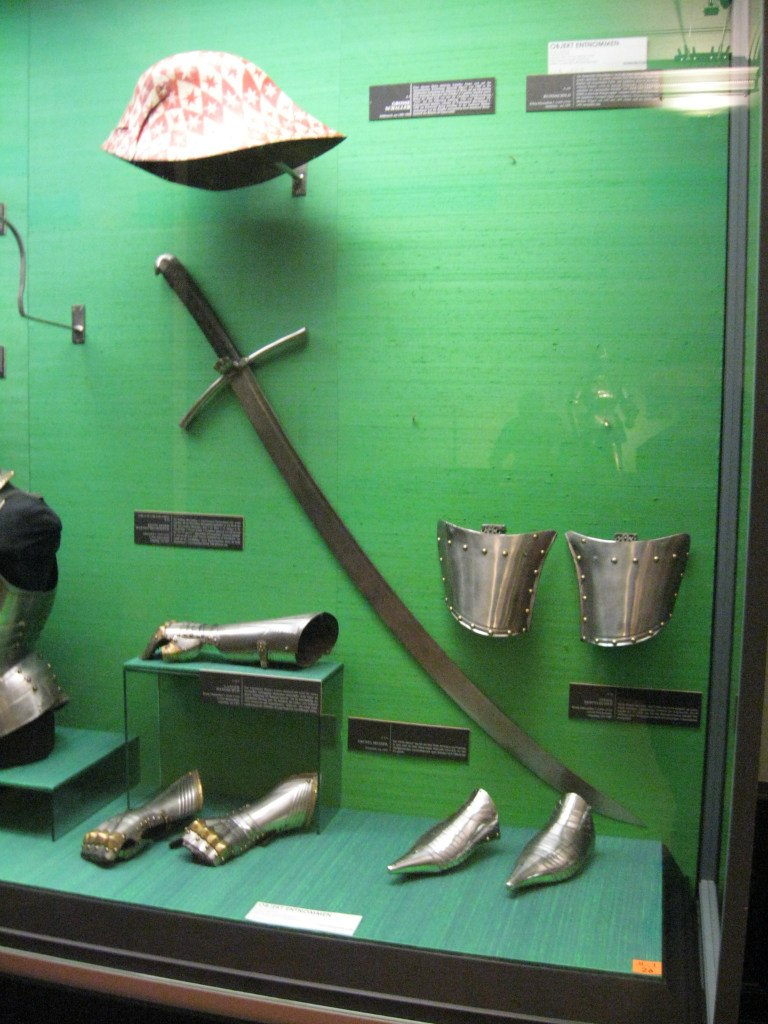
Großes Messer из коллекции Hofjagd- und Rüstkammer Wien.
Австрия, XVI век

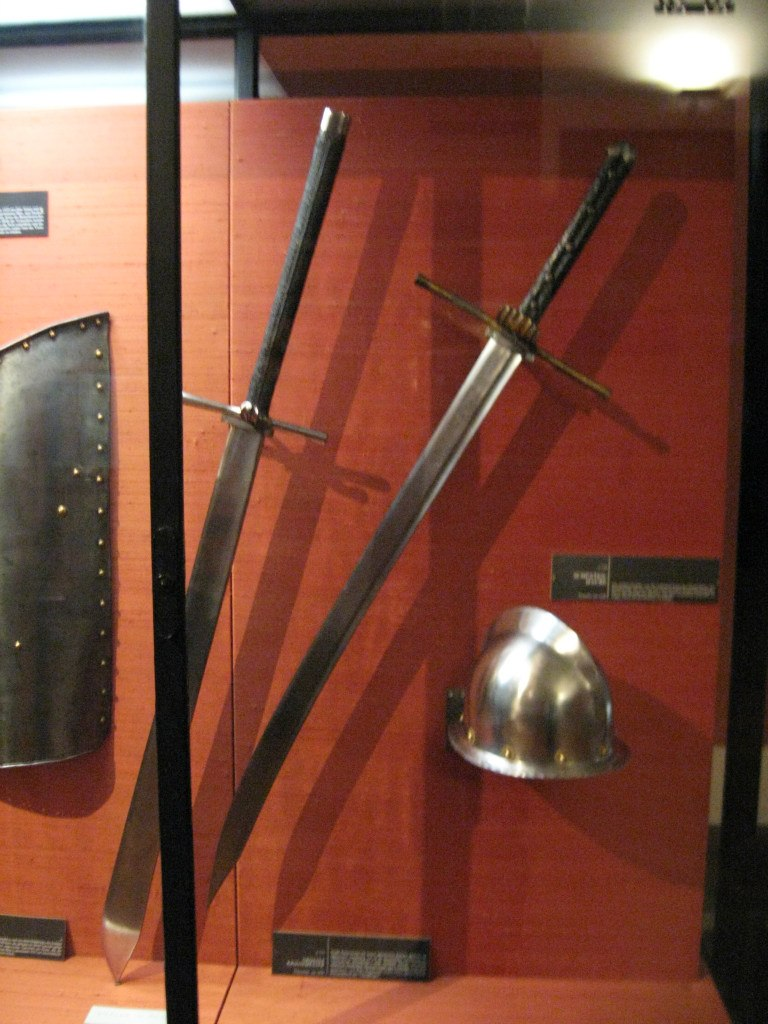
Großes Kriegsmesser из коллекции Hofjagd- und Rüstkammer Wien.
Австрия, 1490 г.

Гросс-мессер (нем. Grosses Messer «большой нож»; Hiebmesser «рубящий нож»; Kriegmesser «боевой нож»), мессер — тип немецкого позднесредневекового холодного оружия, близкого к фальшиону. Ограниченно применялся ландскнехтами в вооружённых конфликтах XV−XVI веков. К середине XVI века эволюционировал в тесак.

## Конструкция
Общая длина оружия — порядка 1—1,2 м, из которых около 80 см приходится на клинок. Клинок чаще всего без дола, слегка искривлён, конец подрезан (что делает гросс-мессер схожим с турецким киличем). Эфес состоит из поперечной гарды, чаще всего — прямой, и нагеля с правой стороны гарды вдоль клинка, защищавшего руки бойца. Было распространено крепление клинка к эфесу с помощью деревянных пластин, зажатых между двумя половинками рукояти, сколоченными вместе. Часто навершия гарды вытянуты или изогнуты в сторону клинка (данная особенность известна как шляпо-образное навершие). Общая масса оружия в пределах 1,1—1,4 кг.

## Применение
Поскольку обычно он приобретался воинами, которые по причине их незнатного происхождения не могли позволить себе полноценные мечи, гросс-мессер был значительно дешевле других типов мечей. Кроме того, искривлённый клинок делал гросс-мессер пригодным для повседневной работы, что избавляло его обладателя от необходимости иметь при себе хозяйственный рубяще-режущий инструмент.
Владение гросс-мессером было частью учебного плана нескольких руководств по фехтованию XIV-XV веков, включая «Кодекс Валлерштайна» (нем. Codex Wallerstein). Кроме того, гросс-мессеры присутствуют, к примеру, на гравюрах Альбрехта Дюрера.
К середине XVI века гросс-мессеры были вытеснены тесаками.